# Tiago Correia
Tiago Brandão Correia (Vitória da Conquista, 20 de novembro de 1979), mais conhecido como Tiago Correia, é um político brasileiro filiado ao Partido da Social Democracia Brasileira (PSDB). Atualmente exerce o segundo mandato de Deputado Estadual.tendo anteriormente exercido o cargo de vereador de Salvador por dois mandatos.

## Trajetória política
Além de vereador e deputado estadual, Tiago foi diretor geral da Secretária Municipal do Trabalho, Assistência Social e Direitos do Cidadão (SETAD) e Presidente da Empresa de Limpeza Urbana de Salvador (LIMPURB) na primeira gestão de ACM Neto à frente da Prefeitura de Salvador.
Em outubro de 2023, Tiago foi eleito presidente estadual do PSDB. de forma unânime, o deputado sucedeu o presidente da Assembleia Legislativa da Bahia, Adolfo Viana. 
Graduado em Medicina Veterinária na Universidade Federal da Bahia (UFBA).